# T-Online

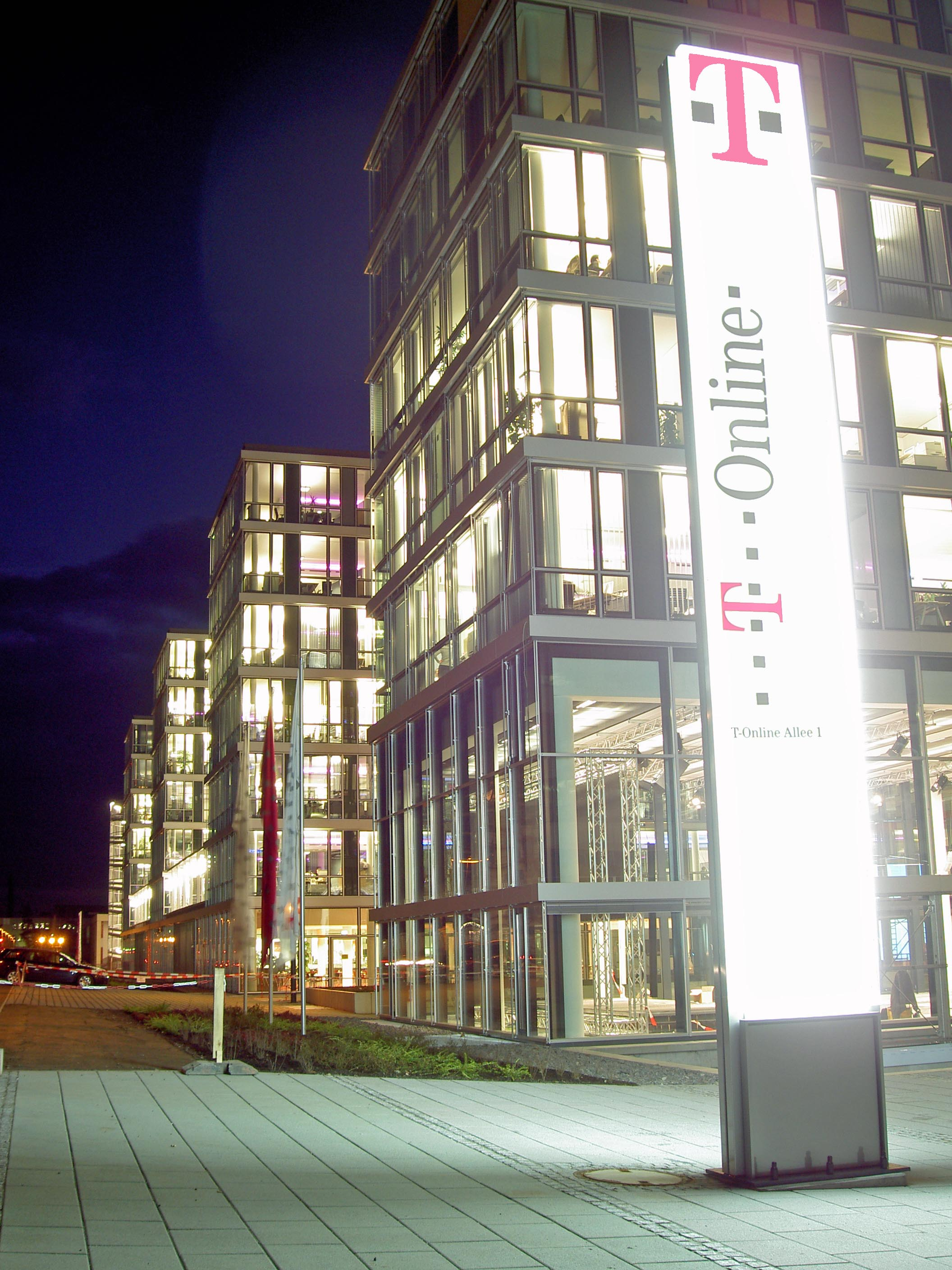
Sede en Darmstadt

Logotipo histórico de T-Online 1995 al 24 de marzo de 2019

T-Online, una antigua filial y ahora unidad de negocio de Deutsche Telekom, es el mayor proveedor de servicios de Internet en Alemania. Evolucionó de la propiedad alemana Bildschirmtext (BTX) servicio de información en 1995.
T-Online tiene estimados 13,4 millones de clientes en Europa en el primer trimestre de 2004 y un volumen de ventas de alrededor de 1.580 millones de euros en 2002, la unidad de negocio, que tiene su sede en Darmstadt, cuenta con unos 2600 empleados, de los cuales 2.000 se encuentran en Alemania.
La marca T-Online se utiliza también en Hungría, Austria y Suiza.
T-Online Francia es la filial francesa de T-Online International AG. Con casi 1 millón de clientes registrados y 2000 puntos de venta en tiendas de conveniencia y supermercados, T-Online Francia es uno de los principales proveedores de acceso a Internet. Su portal recibe más de 30 millones de visitas y 213 millones de páginas vistas por mes.

## Datos fundamentales
- 1995: Deutsche Telekom cambia el nombre de la BTX servicio como "T-Online".
- Primavera de 2000: T-Online se convierte en el primer gran proveedor de servicios de Internet en Alemania para ofrecer un tanto alzado plan telefónico para los consumidores. Esto es importante porque las llamadas telefónicas locales en Alemania, incluidos el acceso telefónico a proveedores de servicios de Internet, no se ofrece en un precio único por llamada (es decir, ilimitado) base. El tanto alzado de servicio también se ofrece a los clientes con conexiones RDSI en el mismo precio que para el servicio analógico.
- Primavera de 2001: T-Online anunció la desaparición de la plana de tipos de plan de acceso telefónico, pero que ofrece una tasa global de DSL plan en su lugar.

## Servicios
Servicios Gratuitos:
- T-Online Messenger (TOM)
- Internet Telefónico (basada en el número telefónico 032)
- E-Mail